# سانت خوان دالكانت
بلدية سانت خوان د'الكانت (بالإسبانية: Sant Joan d'Alacant)‏, هي بلدية تقع في مقاطعة اليكانتي. جنوب شرق إسبانيا. يبلغ عدد سكانها 19.711 نسمة.

## أعلام
- كيكو